# Румен Маринов
Румен Маринов Маринов (Нарциса) е български борец, предприемач, един от основателите на застрахователната империя „ВИС“, в периода на прехода на България към демокрация и пазарна икономика след 1991 г. е един от основните съдружници на Васил Илиев, както и близък приятел, бизнеспартньор и кум на Георги Илиев.

## Биография

### Ранни години
Роден е през 1963 г. Тренира борба до 1990 г.
Когато пада социализмът в България и като много бивши спортисти Румен Нарциса се включва в силовите групировки. В началото на 1990-те години е сред първите основатели на ВИС, заедно с Васил Илиев, Георги Илиев, Николай Цветин, Антон Боянов, Чавдар Писарски и други.
През 1994 г. Маринов и тогавашната му приятелка Фани кумуват на Георги на неговата сватба с Мая Илиева.  Сватбата се провежда в столичната ритуална зала „Триадица“, а тържеството се провежда в щабът на ВИС – ресторант „Мираж“. По-късно Румен се жени за супермоделката Биана (Биби), завърнала се в България след развод в САЩ.
След убийството на Васил Илиев през 1995 г. Нарциса става част от новосформираната „ВАИ Холдинг“ и съдружник в три фирми с Георги Илиев. Това са „Дерби-94“, „Рик-Г“ и „Диамант клуб“. „Дерби“ и „Диамант“ са за ресторантьорство, вътрешна и външна търговия, туризъм. Първата фирма е ликвидирана през 1997 г. Маринов е бил съдружник и с ливанеца Халид Джорджес Заатар във фирма „Мода“.
През този период Нарциса е многократно разпитван от полицията за спекула, хазарт и финансови измами.

### Смърт
На 27 ноември 2003 г. е убит в столичния квартал „Хладилника“ пред блока, където живее с жена си и децата си под наем, (макар че по адресна регистрация живее в „Младост 2“). Маринов бива застрелян около 3,15 часа през нощта когато слиза от „Мерцедеса“ си пред блок 3 на столичната улица „Сребърна“. Той е причакан от неизвестни килъри, за които се предполага, че умишлено блокирали асансьора в блока, който е бил блокиран от няколко седмици, и планирали да го убият вътре.
След като е бил прострелян, Маринов прави опит да бяга и стига до съседен блок, но след около 50 метра, където пада на близката улица „Христо Ценов“, между два паркирани автомобила, е довършен с изстрели в гърба и главата.
Тялото на Маринов е открито от полицията към 8 часа сутринта. На местопрестъплението са намерени няколко гилзи, които са предадени за експертиза, и захвърлен заглушител на пистолет, който е бил използван при покушението срещу него. И до днес доказателствата по убийството му се съхраняват в МВР, но няма лица, които да са официално обвинени и осъдени за убийството, а давността по разследване на убийството му изтича през 2023 г.
За убийството на Румен Маринов – Нарциса полицията подозира намеса на други фигури от „ВАИ холдинг“ като Методи Методиев (Мето Илиенски), който мистериозно изчезва два дни след погребението на Маринов и е обявен за мъртъв едва през 2008 г. Столични криминалисти намекват за запис на телефонен разговор между Георги Илиев и Румен Маринов, няколко минути преди той да издъхне от раните си. Съществува версия, че преди да бъде доубит, Маринов съобщил по телефона на Илиев имената на убийците си.
Има данни, че предполагаемите физически убийци на Маринов – регистрирани за автокражба – са били ликвидирани няколко месеца след убийството му.
Маринов е погребан в Централните софийски гробища в кв. „Орландовци“, където са погребани и други знатни престъпни фигури като Георги Илиев, Иво Карамански, Емил Кюлев, Димитър Димитров – Маймуняка, Поли Пантев, Иван Тодоров – Доктора, Боби Цанков и др.

## Личен живот
Румен Маринов е женен за Биана Антонова – Биби и са заедно до неговото убийство. Имат три деца, най-малкото от които е на 1 година, когато Маринов е убит, а първото е на Биана – от неин предишен брак с бизнесмена Жоро Палачинката.